# 와플 하우스

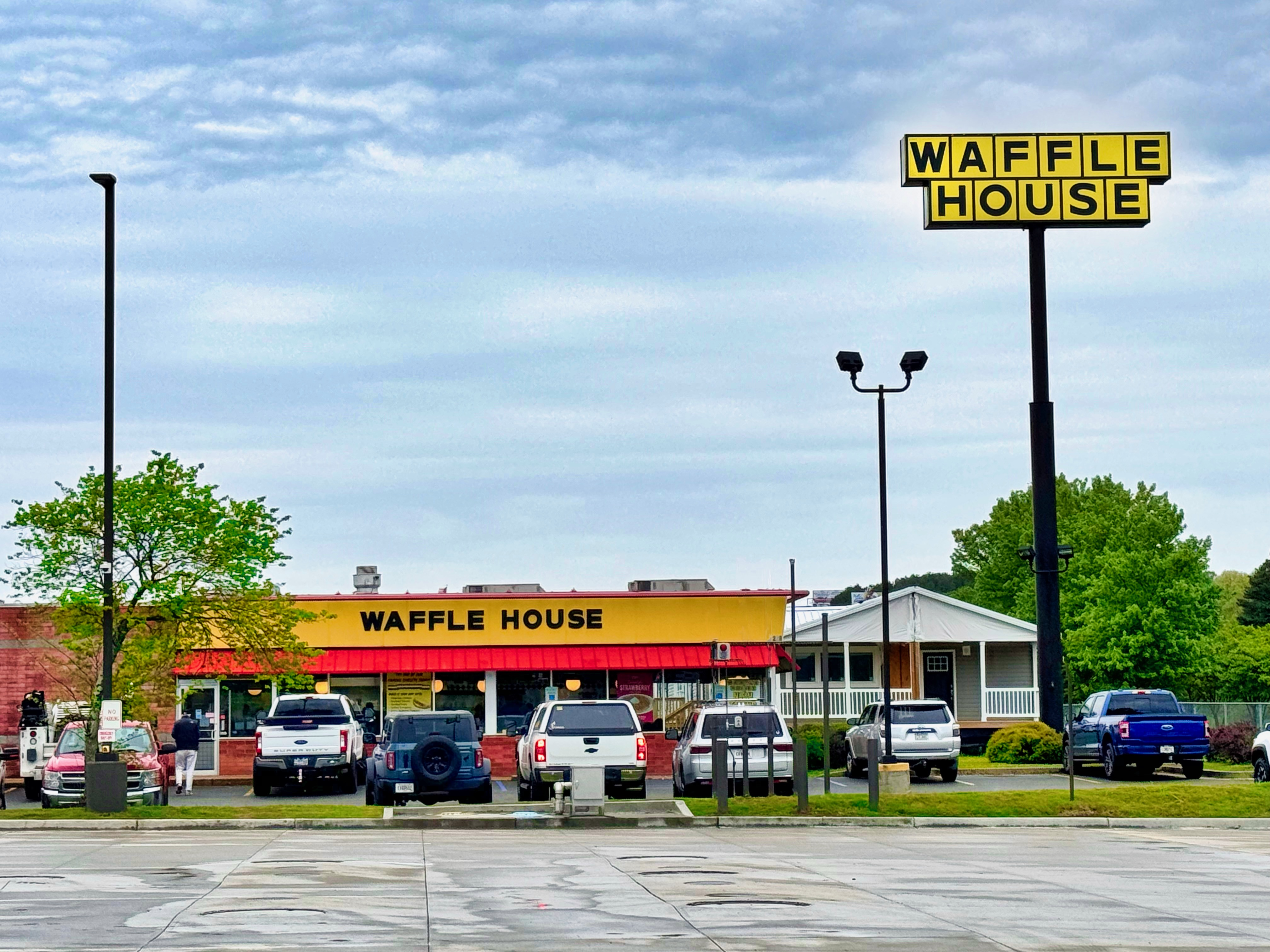
조지아주 재스퍼의 와플 하우스

와플 하우스(Waffle House, Inc.)는 미국 25개 주에 1,900개 이상의 지점을 보유한 미국 레스토랑 체인이다. 대부분의 위치는 중서부와 남부에 있으며 체인은 지역 문화적 아이콘이다. 메뉴는 주로 남부지방의 아침식사로 구성되어 있다. 와플 하우스는 애틀랜타 대도시 지역의 조지아주 노크로스에 본사를 두고 있다.

## 같이 보기
- 데니스 (기업)
- 아이홉
- 오리지널 팬케이크 하우스